# Carlos Quintanilla Schmidt
Carlos Quintanilla Schmidt (San Miguel, 5 de agosto de 1953) es un político salvadoreño. Durante el mandato de Francisco Flores fue vicepresidente de El Salvador desde 1999 hasta 2004. Quintanilla y Flores fueron conocidos como los «dolarizadores» por haber introducido el uso del dólar estadounidense como moneda de curso legal. La sucesora de Quintanilla fue Ana Vilma de Escobar.
Tiene un grado en Banca por la Universidad Americana y un Grado en Derecho por la Universidad José Matías Delgado. Además de haber sido vicerrector en la Universidad José Matías Delgado.
En noviembre de 2017 una investigación realizada por el consorcio internacional de periodistas de investigación citó su nombre en la lista de los políticos nombrados en los Paradise Papers.